# Beania hexaceras
Beania hexaceras är en mossdjursart som först beskrevs av Ortmann 1890.  Beania hexaceras ingår i släktet Beania och familjen Beaniidae. Inga underarter finns listade i Catalogue of Life.